# Nancy Darsch
Nancy Darsch (Plymouth, 29 dicembre 1951 – Plymouth, 2 novembre 2020) è stata un'allenatrice di pallacanestro statunitense, professionista nella WNBA.
È morta il 2 novembre 2020, a causa della malattia di Parkinson.